# Svetlana Velmar-Janković
Svetlana Velmar-Janković, cyr. Светлана Велмар-Јанковић (ur. 1 lutego 1933 w Belgradzie, zm. 9 kwietnia 2014 tamże) – serbska pisarka i dziennikarka

## Życiorys
Córka serbskiego pisarza Vladimira Velmar-Jankovicia. Po ukończeniu studiów z literatury ogólnej i porównawczej na Uniwersytecie w Belgradzie, ukończyła literaturę nowożytną na Sorbonne Nouvelle w Paryżu i obroniła rozprawą doktorską na temat recepcji literatury rosyjskiej w Belgii (Katolicki Uniwersytet w Leuven). Rozpoczęła pracę jako dziennikarka. Debiutowała w 1956 roku powieścią Ožiljak (Blizna), ale prawdziwy rozgłos przyniosła jej powieść Lagum wydana w 1990 roku. W 1959 roku zaczęła pracę w Wydawnictwie Prosveta jako redaktor zajmujący się współczesną prozą jugosłowiańską i zbiorami esejów. Założyła bibliotekę „Baština” (Dziedzictwo). Była redaktorem naczelnym czasopisma „Književnost”. Od 1989 roku pracowała jako niezależny autor. Zdobyła jako jedna z nielicznych kobiet Nagrodę Literacką NIN. Jej książki były wydawane za granicą w języku angielskim, francuskim, hiszpańskim, włoskim, bułgarskim, koreańskim i węgierskim.

## Twórczość
- Ožiljak (1956)
- Lagum (1990)
- Bezdno (1995)
- Nigdina (2000)
- Vostanije (2004)

eseje:
- Savremenici(1967)
- Ukletnici (1993)
- Izabranici (2005)
- Srodnici (2013)
- Prozraci (2003) – wspomnienia

zbiory opowiadań
- Dorćol (1981)
- Vračar (1994)
- Glasovi (1997)
- Knjiga za Marka (1998)
- Očarane naočare opowieść o Belgradzie (1998)
- Knez Mihailo (1994) – dramat
- Žezlo (2001) – dramat
- Kapija Balkana (2011). – przewodnik o historii Belgradu

## Nagrody
- nagrody Serbskiej Biblioteki Narodowej dla najpopularniejszej książki w 1992 roku[2]
- nagrodę NIN za powieść roku (1995)[2]